# Hadrianus av Nicomedia
Hadrianus av Nicomedia, död 4 mars 306 i Nicomedia, var en herculiansk väktare hos den romerske kejsaren Galerius Maximianus. Efter att ha konverterat till kristendomen med sin hustru Natalia, led han martyrdöden. Han vördas som helgon i Katolska kyrkan och östortodoxa kyrkan.

## Biografi

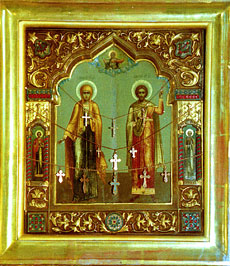
Hadrianus och Natalia, rysk ikon.

Enligt legenden skall Hadrianus ha omvänt sig till kristendomen när han i sitt yrke övervakade tortyr av kristna. De torterade skall ha anfört Första Korinthierbrevet, 13 kapitlet, varmed Hadrianus skall ha blivit så berörd att han genast skall ha bekänt sig till den kristna tron. Av den anledningen skall han själv ha fängslats. Dagen därpå skall hans armar ha huggits av på ett städ, och han skall sedan ha halshuggits och avlidit i sin hustrus armar. Hans vedersakare skall enligt legenden ha försökt bränna upp kroppen, men ha dödats av blixten, och elden skall ha släckts av ett häftigt regn.
Hadrianus historicitet har ifrågasatts, eftersom en del källor gör gällande att det fanns två Hadrianus i Nicomedia, varav en dog under Diocletianus och den andra under Licinius.
Eftersom det saknas goda historiska källor till Hadrianus liv, finns hans namn inte längre med i den romerska kalendern, trots att han tidigare varit ett av de mera vördade helgonen; i Tyskland, Flandern och Frankrike var han samman med sankt Georg det främsta militärhelgonet. Curia Julia på Forum Romanum konverterades och en basilika restes där av påve Honorius I åt Hadrianus, Sant'Adriano al Foro. Han firas fortfarande traditionellt den 8 september. I de ortodoxa kyrkorna firas han med sin hustru Natalia den 26 augusti.